# Ayden (Karolina Północna)
Ayden – miasto w Stanach Zjednoczonych, w stanie Karolina Północna, w hrabstwie Pitt.